# San Lorenzo (San Vicente)
San Lorenzo é um município localizado no departamento de San Vicente, em El Salvador.